# Cyclops soli
Cyclops soli – gatunek widłonoga z rodziny Cyclopidae, nazwa naukowa gatunku została po raz pierwszy opublikowana w 1912 roku przez hydrobiologa Seiji Kokubo.